# .50-140 Sharps
Die Patrone .50–140 Sharps (auch als .50–140 Winchester Express bekannt) wurde um 1880 als Munition für die Bisonjagd auf den Markt gebracht. Sie wurde üblicherweise mit ca. 9 Gramm Schwarzpulver geladen.

## Bezeichnung
Im deutschen Nationalen Waffenregister (NWR) wird die Patrone unter zwei Katalognummern geführt.
Katalognummer 705
- .50-140 Win (Hauptbezeichnung)
- .50 Sharps 3″-1/4
- .50-140 Winchester Express

Katalognummer 223
- .50-140 Sharps (Hauptbezeichnung)
- .50/140/3″-1/4 Sharps

Bei der Einführung der Katalognummern sollten eigentlich Mehrdeutigkeiten ausgeschlossen werden, da nun alle möglichen Bezeichnungen unter einer Katalognummer zusammengefasst werden konnten.